# الغواصة الألمانية يو-665
غواصة يو-665 غواصة يو بوت ألمانية من غواصة الفئة السابعة سي بنيت لسلاح بحرية ألمانيا النازية كريغسمارينه، في أحواض دويتشه ويرفت خلال الحرب العالمية الثانية.
كانت غواصة من النوع VIIC جرى بناؤها للكريغسمارينه في ألمانيا النازية للخدمة خلال الحرب العالمية الثانية. وصنعت في 10 يونيو 1941 بواسطة دويتشه ويرفت، هامبورغ بالساحة رقم 814، وجرى إطلاقها في 9 يونيو 1942 وبدأت العمل في 22 يوليو 1942 تحت قيادة لوتنانت تزور سي.